# Mailson
Mailson Tenório dos Santos (Girau do Ponciano, 20 de agosto de 1996), conhecido simplesmente como Mailson, é um futebolista brasileiro que atua como goleiro do clube saudita Al-Taawoun.

## Carreira no clube
Mailson nasceu em Girau do Ponciano, Alagoas, e chegou às categorias de base do Sport Recife em 2014, vindo de São Domingos-AL . Ele fez sua estreia no time principal em 4 de abril de 2017, começando no empate em casa por 2 a 2 no Campeonato Pernambucano contra o Salgueiro.
Promovido ao time principal para a temporada de 2018, Mailson fez sua estreia na Série A no dia 24 de abril, em um empate em casa por 1 a 1 contra o Botafogo, já que o titular Magrão se machucou e o reserva imediato Agenor pediu para deixar o clube. Ele renovou seu contrato até dezembro de 2021 em 23 de maio, e disputou 13 partidas pelo campeonato durante a campanha, já que seu time sofreu rebaixamento .
Mailson iniciou a temporada de 2019 como titular à frente de Magrão, que posteriormente deixou o clube, e renovou contrato até 2022, no dia 16 de setembro. Em outubro, porém, sofreu uma lesão que o tirou do restante do ano.
Ao retornar, Mailson perdeu sua vaga inicial para Luan Polli, com ambos posteriormente compartilhando o status de primeira escolha ao longo da temporada.
Em 22 de julho de 2022, Mailson assinou um contrato de três anos com o clube saudita Al-Taawoun.

## Vida pessoal
O irmão mais novo de Mailson, Denival, também é jogador de futebol e goleiro. Ele também foi preparado no Sport.

## Estatísticas de carreira
- Atualizado até 23 November 2020[9]

| Clube          | Estação        | Liga           | Liga        | Liga  | liga estadual | liga estadual | Xícara      | Xícara | Continental | Continental | Outro       | Outro | Total       | Total |
| Clube          | Estação        | Divisão        | aplicativos | Metas | aplicativos   | Metas         | aplicativos | Metas  | aplicativos | Metas       | aplicativos | Metas | aplicativos | Metas |
| -------------- | -------------- | -------------- | ----------- | ----- | ------------- | ------------- | ----------- | ------ | ----------- | ----------- | ----------- | ----- | ----------- | ----- |
| Sport Recife   | 2017           | Série A        | 0           | 0     | 1             | 0             | 0           | 0      | —           | —           | —           | —     | 1           | 0     |
| Sport Recife   | 2018           | Série A        | 13          | 0     | 0             | 0             | 0           | 0      | —           | —           | —           | —     | 13          | 0     |
| Sport Recife   | 2019           | Série B        | 29          | 0     | 7             | 0             | 0           | 0      | —           | —           | —           | —     | 36          | 0     |
| Sport Recife   | 2020           | Série A        | 7           | 0     | 8             | 0             | 0           | 0      | —           | —           | 2           | 0     | 17          | 0     |
| Carreira total | Carreira total | Carreira total | 49          | 0     | 16            | 0             | 0           | 0      | 0           | 0           | 2           | 0     | 67          | 0     |

1. ↑  Aparência(s) em Copa do Nordeste

##### Títulos
- (2017): Campeonato Pernambucano de Futebol de 2017
- (2018): Campeonato Pernambucano de Futebol de 2018